# Lewis Williams
Lewis Williams (Leamington Spa, 24 de diciembre de 1998) es un deportista británico que compite por Inglaterra en boxeo. Ganó una medalla de bronce en el Campeonato Europeo de Boxeo Aficionado de 2022, en el peso pesado.

## Palmarés internacional
| Representando a Inglaterra |                  |                   |           |
| Campeonato Europeo         |                  |                   |           |
| Año                        | Lugar            | Medalla           | Categoría |
| 2022                       | Ereván (Armenia) | Medalla de bronce | 92 kg     |